# Rehmannia piasezkii
Rehmannia piasezkii är en snyltrotsväxtart som beskrevs av Carl Maximowicz. Rehmannia piasezkii ingår i släktet Rehmannia och familjen snyltrotsväxter. Inga underarter finns listade i Catalogue of Life.